# Lazaruskruis

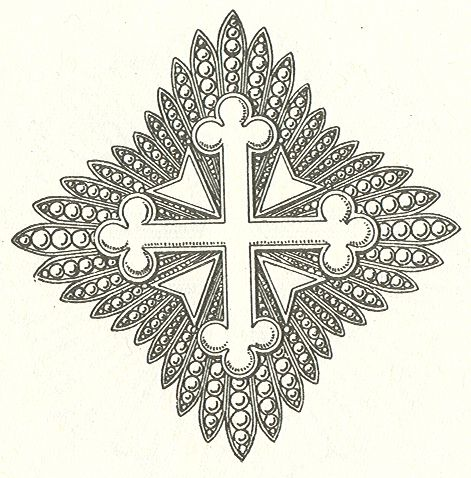
Het uit doodsbeenderen samengestelde lazaruskruis op een plaque van de Orde van Sint Mauritius en Sint Lazarus

Het uit witte doodsbeenderen samengestelde lazaruskruis is een insigne van de oude Orde van Sint Mauritius en Sint Lazarus.Het kruis wordt door de Orde van Sint Lazarus niet gebruikt. Deze orde gebruikt een kruis van Malta met groene armen.